# Pomnik Józefa Byszewskiego w Kłodawie
Pomnik Józefa Byszewskiego w Kłodawie – żeliwny pomnik (nagrobek) pułkownika Józefa Byszewskiego, zlokalizowany przed kościołem Wniebowzięcia NMP w Kłodawie.

## Historia
Żeliwny pomnik nagrobny w stylu empirowym został ufundowany przez wdowę po pułkowniku Byszewskim – Franciszkę Teklę Byszewską, krótko po jego śmierci w 1841 roku. Pomnik zlokalizowany jest na tzw. Ogrójcu, czyli dziedzińcu odpustowym przed kościołem Wniebowzięcia Najświętszej Maryi Panny w Kłodawie.
Pomnik ustawiony jest na ceglanej podmurówce w formie dwustopniowej podstawy zakończonej simą, na której znajduje się prostokątny cokół zwieńczony gzymsem. Na cokole umieszczono półkolumnę z attycką bazą o uciętym w połowie wysokości trzonie, pod krawędzią kolumny – wieniec (wawrzynowy), a na jej trzonie – owalną urnę. Na przedniej stronie cokołu znajdowała się płyta z wypukłym napisem, informującym komu poświęcony jest pomnik i kto go ufundował. Z przeciwnej strony cokołu istniała również druga płyta z łacińską inskrypcją poświęconą Byszewskiemu. W 1905 roku pomnik opisał Michał Rawita Witanowski w publikacji „Kłodawa i jej okolice pod względem historyczno-ludoznawczym”.
Proces korozji i niszczenia pomnika postępował co najmniej od lat 70. XX wieku. Tablica z przodu cokołu odpadła w 2014 roku i była przez rok przechowywana w kościele, jednak w 2016 roku została ustawiona u podnóża pomnika. Druga (tylna) tablica odpadła w latach 90. XX wieku, wkrótce potem została ponownie umieszczona na pomniku, ponownie odpadła w 2016 roku. Podejmowane w okresie PRL-u i początkach III RP prace naprawcze miały jedynie charakter doraźny.
29 listopada 2016 roku pod pomnikiem odbył się wiec mieszkańców Kłodawy i okolic, mający zwrócić uwagę opinii publicznej na los pomnika Byszewskiego. W tym samym roku wykonano dokumentację fotograficzną i obmiar pomnika. Według ekspertów pomnik groził wówczas upadkiem. W 2019 roku, dzięki staraniom Ireneusza Niewiarowskiego i proboszcza kłodawskiej parafii Jerzego Dylewskiego, rozpoczęto renowację. Przeprowadzono wówczas również prace archeologiczne w krypcie grobowej na dziedzińcu. Uroczystość odsłonięcia i poświęcenia pomnika miała miejsce 30 listopada 2019 roku. W odsłonięciu pomnika wzięli udział m.in. wicewojewoda wielkopolski Aneta Niestrawska, poczty sztandarowe oraz asysta honorowa z 25 Brygady Kawalerii Powietrznej.